# Tetracis erosinata
Tetracis erosinata là một loài bướm đêm trong họ Geometridae.